# Dolní Krupá u Havlíčkova Brodu

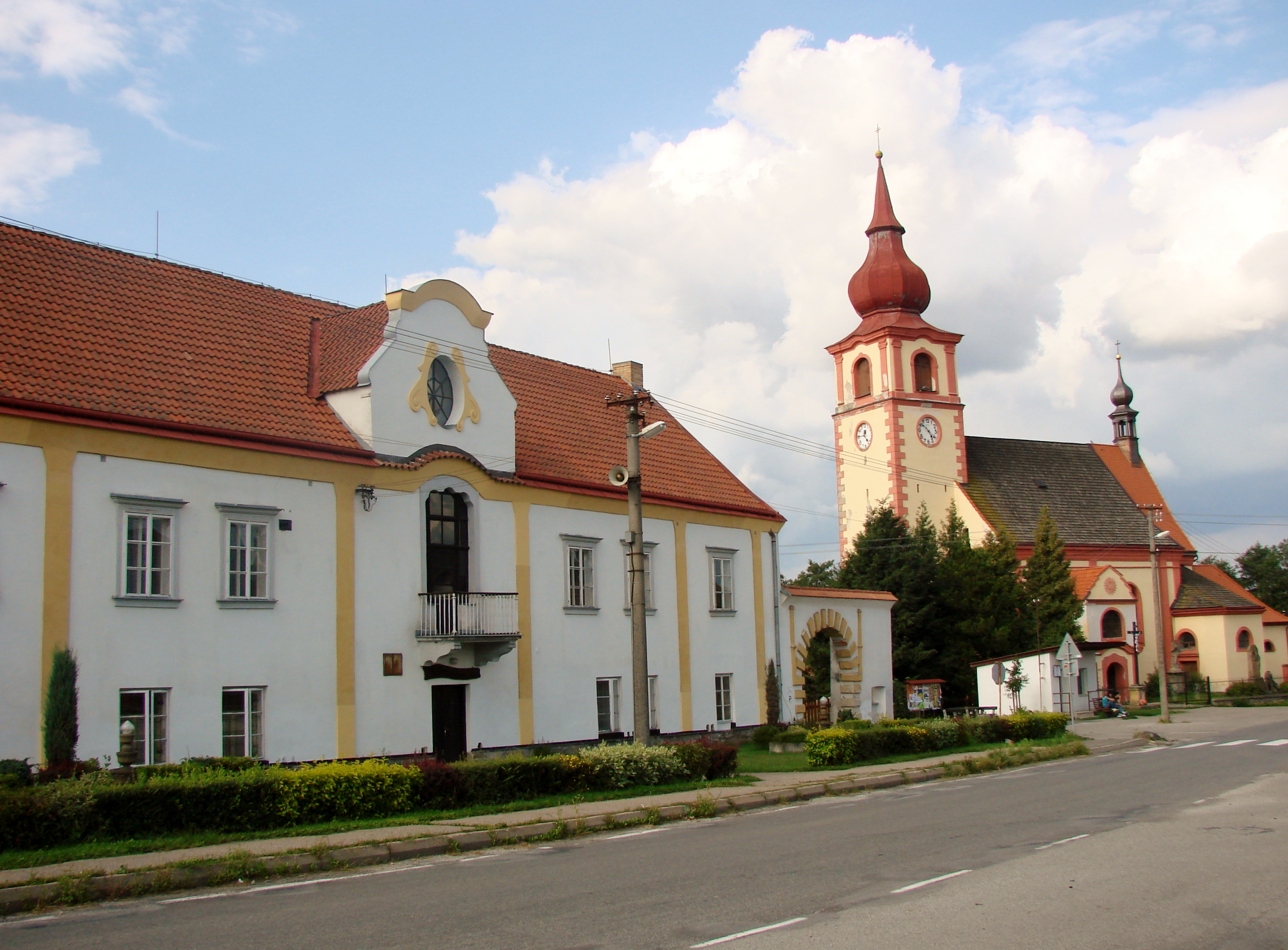
Schloss und Kirche des hl. Veit

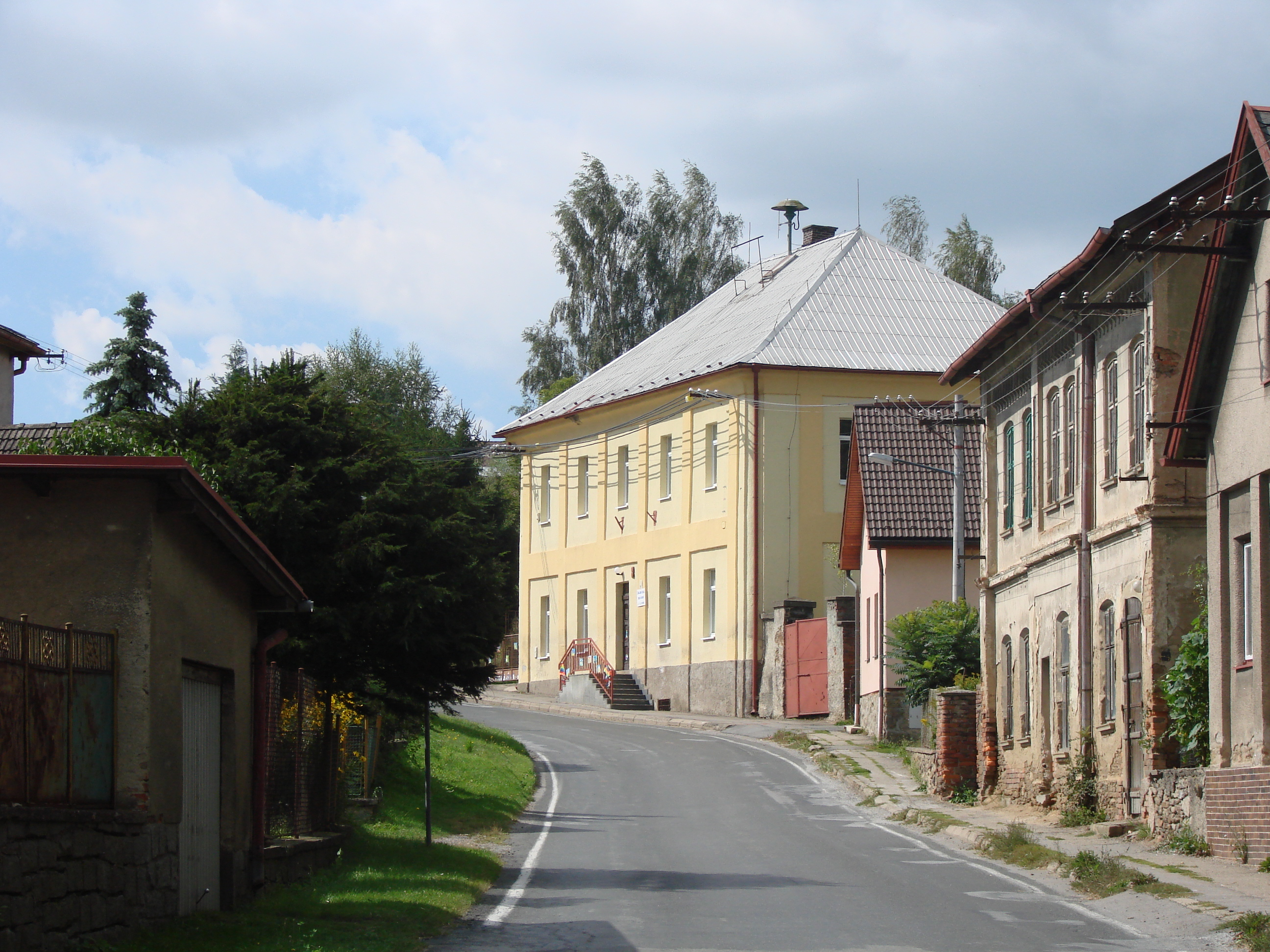
Grundschule

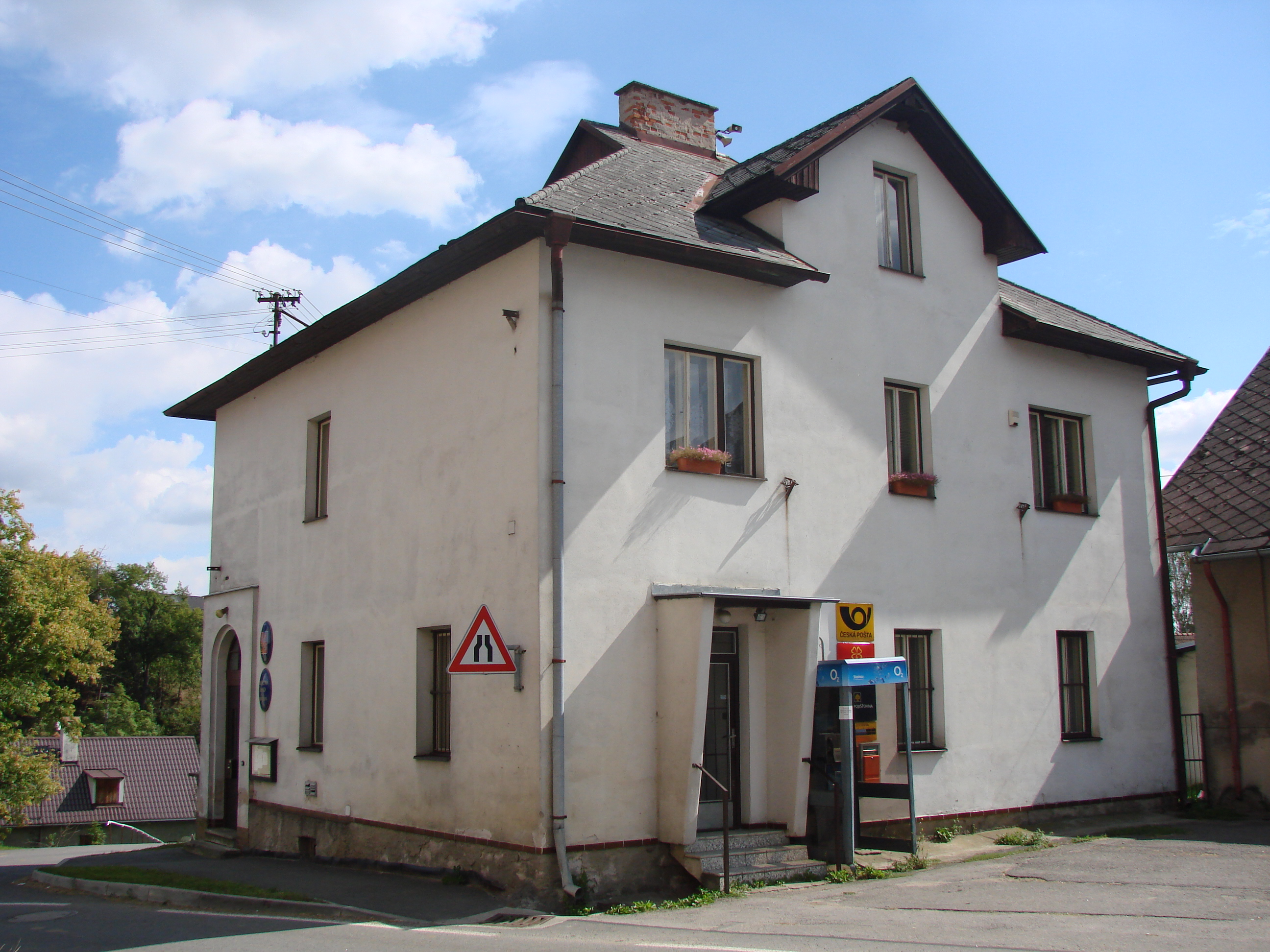
Gemeindeamt

Dolní Krupá (deutsch Unter Kraupen) ist eine Gemeinde in Tschechien. Sie liegt sechs Kilometer nördlich des Stadtzentrums von Havlíčkův Brod und gehört zum Okres Havlíčkův Brod.

## Geographie
Dolní Krupá befindet sich im Tal des Baches Krupský potok in der Hornosázavská pahorkatina (Hügelland an der oberen Sázava). Durch den Ort führt die Staatsstraße II/344 zwischen Havlíčkův Brod und Chotěboř. Östlich des Dorfes führt die Bahnstrecke Havlíčkův Brod–Pardubice durch das Tal des Břevnický potok. Im Westen erheben sich der Volský vrch (Ochsenberg, 598 m n.m.) und der Trčolec (Hochberg, 573 m n.m.).
Nachbarorte sind Údolí im Norden, Rozsochatec und Pouch im Nordosten, Ve Žlabě und Kojetín im Osten, Ronovec, Jilemník und Ždírec im Südosten, Kyjov, Chrast, Břevnice und U Louže im Süden, Český Dvůr und Knyk im Südwesten, Zbožice, Karlov und Červený Důl im Westen sowie Olešná, Kráty und Horní Krupá im Nordwesten.

## Geschichte
Das Dorf wurde wahrscheinlich in der ersten Hälfte des 13. Jahrhunderts gegründet. Die Herkunft des Ortsnamens ist unklar; möglich sind Ableitungen von der Herstellung von Graupen, der alttschechischen Bedeutung von krupá als großes Dorf bzw. grober Felsen sowie dem deutschen Wort Grube. Die erste urkundliche Erwähnung erfolgte im Jahre 1283 unter den Gütern der Sommerburg. Besitzer der Herrschaft waren anfänglich die Herren von Lichtenburg. Seit 1307 ist eine Holzkirche nachweislich. Im 14. Jahrhundert wechselten sich verschiedene Besitzer ab, die meiste Zeit gehörte die Herrschaft den Anděl von Ronovec. Heinrich Špetle von Pruditz ließ 1502 in Dolní Krupá eine Feste errichten. Sein Nachfolger Johann Haugwitz von Biskupitz machte die Feste Dolní Krupá zu seinem Sitz. Sein Sohn Hynek, der die Herrschaft 1533 übernommen hatte, bewohnte änfänglich noch die Burg Ronovec. 1544 übersiedelte er auf die Feste Dolní Krupá und gab die wenig komfortable Burg auf. Die Familie Haugwitz hielt das Gut bis 1580, nachfolgender Besitzer war Burian Trčka von Lípa. Nachdem Maximilian Trčka von Lípa das Gut Dolní Krupá geerbt hatte, ließ er die Feste zu einem Schloss umgestalten. Nach seinem Tod erbte sein Bruder Johann Rudolf das Gut. Nach der Ermordung von Adam Erdmann Trčka von Lípa konfiszierte Kaiser Ferdinand II. am 29. März 1634 dessen Güter und die seines Vaters Johann Rudolf; das Konfiskationspatent wurde im Mai 1636 durch den Reichshofrat in Wien bestätigt.
Ferdinand II. verkaufte die konfiszierten Güter an Günstlinge. 1636 erhielt der kaiserliche General Johann Reinhard von Walmerode auf Nymburk die Herrschaft Habry und das Gut Dolní Krupá. Er zeigte wenig Interesse an dem neuen Besitz, fand dafür aber keinen Käufer. Die Pfarre Dolní Krupá erlosch während des Dreißigjährigen Krieges, die Kirche wurde zur Kommendatkirche der Pfarrei Habry. 1651 wurde das Gut wieder von der Herrschaft Habry abgetrennt und an Johann Mencl von Bernfels verkauft. Dieser vereinigte die Güter Olešná, Dolní Krupá und Horní Krupá. Um 1660 ließ er das Schloss barock umgestalten und einen neuen Wirtschaftshof anlegen. 1664 erwarb der kaiserliche Richter in Deutschbrod, Johann Hieronymus Henrich von Lewenfels, das Gut. Dieser ließ 1683 die Kirche neu aufbauen. Lewenfels vererbte das Gut seinem Schwiegersohn Franz Leopold Schönowetz von Ungerswerth und Adlerslöwen. Schönowetz stiftete 1727 zusammen mit den Haberner Grundherrn Adolph Felix von Pötting und Persing eine Pfarre in Skuhrov, der die Kraupner Kirche als Filiale zugewiesen wurde. In dieser Zeit wurde in Dolní Krupá in einer Chaluppe – wahrscheinlich dem alten Pfarrhaus – der Schulunterricht aufgenommen. Nachfolgender Besitzer des Gutes war Franz Leopold Schönowetz’ Sohn Thaddäus Dismas. Dieser stiftete 1762 die Pfarrei Dolní Krupá und vererbte das Gut seinem Sohn Thaddäus. Wenzel Schönowetz von Ungerswerth und Adlerslöwen, der das Gut 1780 von seinem Vater geerbt hatte, verstarb 1812 ohne Testament. Durch den Erbteilungsvergleich von 1815 ging das Gut Dolní Krupá an seine Schwester Katharina von Schönowetz über, die es ihrem Universalerben Wilhelm Schönowetz hinterließ. Dieser verkaufte das Gut Kraupen 1830 an Johann von Skronsky, der es 1833 an Johann Wlček veräußerte. Zwei Jahre später erfolgte der Verkauf an Josepha Kriesten, geb. Schießler, die das Gut Kraupen 1840 an die Eheleute Franz Lamprecht und Maria, geb. Dufet verkaufte.
Im Jahre 1840 umfasste das im Caslauer Kreis gelegene Gut Ober- und Unter-Kraupen samt Woleschna eine Nutzfläche von 4297 Joch 627 Quadratklafter. Die zum Gut gehörigen Wälder mit einer Fläche von 381 Joch 191 Quadratklafter wurden von zwei Forstrevieren in Ober- und Unter-Kraupen bewirtschaftet. Die Herrschaft bewirtschaftete in Unter-Kraupen einen Meierhof mit Schäferei, der durch Vereinigung der Ober- und Unterkraupner Höfe gebildet wurde. Die Höfe in Gerstein, Lissa und Woleschna waren seit 1789 emphyteutisiert. Betrieben wurden sieben Steinbrüche, in denen Kalk- und Sandstein gewonnen wurde. Auf dem Gebiet lebten in den Dörfern Unter-Kraupen, Ober-Kraupen, Chrast, Gerstein (Zálesí), Pochwald (Údolí) und Woleschna insgesamt 1591 tschechischsprachige Personen, darunter 27 helvetische und eine jüdische Familie. Die Haupterwerbsquelle bildete die Landwirtschaft. Das Dorf Unter-Kraupen bzw. Dolnj Krupa, auch Graupen genannt, bestand aus 75 Häusern, in denen 561 Personen, darunter eine jüdische Familie lebten. Unter dem Patronat der Obrigkeit standen die Pfarrkirche zum hl. Veit, die Pfarre und die Schule. Im Ort gab es außerdem ein obrigkeitliches Schloss mit der Kanzlei und der Wohnung des Amtsverwalters, einem Küchengarten und zwei Obstgärten sowie ein dominikales Bräuhaus, ein dominikales Branntweinhaus, einen Rindermaststall, einen dominikalen Meierhof mit Schäferei, ein dominikales Jägerhaus und ein Wirtshaus. Abseits lag eine Mühle mit Brettsäge. Unter-Kraupen war katholischer Pfarrort für Ober-Kraupen, Chrast, Gerstein, Lissa (Lysá), Pochwald, Břewnitz, Kyow, Knik, Böhmisch-Pfaffendorf und Zbožitz. Die Protestanten waren dem Pastorat Močowitz zugeteilt, nutzten aber die örtliche katholische Kirche für ihre Taufen und Trauungen. 1843 erwarb Karl Mladota von Solopisk das Gut Kraupen. Zu dieser Zeit begann auch der zweiklassige Schulunterricht, für die zweite Klasse richtete Mladota im Westflügel des Schlosses einen Schulraum ein. Im Jahre 1847 entstand in Ober-Kraupen eine helvetische Toleranzkirche, die im Jahr darauf dem neuen Pastorat Sazau als Filiale zugeordnet wurde. Bis zur Mitte des 19. Jahrhunderts war Unter-Kraupen das Amtsdorf des Gutes Kraupen.
Nach der Aufhebung der Patrimonialherrschaften bildete Dolní Krupá ab 1849 mit dem Ortsteil Chrast eine Gemeinde im Gerichtsbezirk Deutschbrod. Zwischen 1858 und 1861 ließ Karl Mladota ein neues Schulhaus erbauen. Ab 1868 gehörte der Ort zum Bezirk Deutschbrod. 1869 hatte Dolní Krupá 627 Einwohner und bestand aus 91 Häusern. Bei einem Großfeuer vom August 1892 brannte das halbe Dorf einschließlich der Kirche nieder. Im Jahre 1900 lebten in Dolní Krupá 525 Menschen, 1910 waren es 521. 1930 hatte Dolní Krupá 472 Einwohner und bestand aus 96 Häusern. Beim Zensus von 2001 lebten in den 138 Häusern der Gemeinde 347 Personen, davon 323 in Dolní Krupá (114 Häuser) und 24 in Chrast (24 Häuser).

## Gemeindegliederung
Die Gemeinde Dolní Krupá besteht aus den Ortsteilen Chrast und Dolní Krupá (Unter Kraupen). Zu Dolní Krupá gehören zudem die Wohnplätze Karlov (Karlow), Na Špýcharu, Šimánkův Mlýn, U Louže und Ve Žlabě.
Das Gemeindegebiet bildet den Katastralbezirk Dolní Krupá u Havlíčkova Brodu.

## Sehenswürdigkeiten
- Kirche des hl. Veit, sie ist seit 1307 nachweislich. Der heutige Bau entstand 1683 unter Johann Hieronymus Henrich von Lewenfels. Die Kirche hatte fünf Altäre, eine Besonderheit war eine vom örtlichen Tischlermeister Josef Schmeykal geschnitzte hölzerne Monstranz. Beim Ortsbrand vom August 1892 wurde die Kirche zerstört, auch die fünf großen Glocken waren geschmolzen. Nach dem Wiederaufbau blieb die Kirche zunächst ohne Geläut. 1924 wurden aus Spenden der Einwohner drei neue Kirchenglocken angeschafft.
- Schloss Dolní Krupá, es entstand um 1660 für Johann Mencl von Bernfels. Das Deckenfresko im Schlosssaal entstand in der Mitte des 18. Jahrhunderts und zeigt Szenen aus dem Leben der Jungfrau Maria. Im Schloss ist heute das Heimatmuseum Dolní Krupá untergebracht.
- Barocke Statue des hl. Johannes von Nepomuk, auf dem Teichdamm, geschaffen 1750
- Barocke Statue der hl. Anna, gegenüber dem Schloss, geschaffen 1750
- Burgruine Ronovec (Sommerburg), südöstlich des Dorfes über dem Tal des Břevnický potok. Sie wurde in der Mitte des 13. Jahrhunderts für Smil von Lichtenburg errichtet und 1544 aufgegeben.[7]
- Chraster Kapelle
- Friedhofskapelle, errichtet 1897–1898 nach Plänen des Architekten František Schmoranz, die Bauausführung erfolgte durch den Deutschbroder Architekten Josef Šupich.[8]
- Denkmal für die Gefallenen des Ersten Weltkrieges, an der Kirche, enthüllt 1922